# Mugerli
Mugerli je priimek več osebnosti:
- Anja Mugerli (* 1984), pisateljica, slovenistka in lektorica
- Matej Mugerli (* 1981), kolesar